# Rainer Doetkotte
Rainer Doetkotte (* 31. Juli 1969 in Gronau) ist deutscher Kommunalpolitiker (CDU) und seit dem 3. April 2019 Bürgermeister der Stadt Gronau (Westf.) im Münsterland.

## Werdegang
Nach dem Besuch der Buterlandschule machte Rainer Doetkotte seinen Abschluss an der Fridtjof-Nansen-Realschule in Gronau. Ab 1986 absolvierte der gebürtige Gronauer eine Ausbildung zum Sozialversicherungsfachangestellten bei der Barmer, wo er im Anschluss als Kundenberater tätig war.
2002 trat Rainer Doetkotte in die CDU ein, 2004 zog er als CDU-Direktkandidat erstmals in den Rat der Stadt Gronau (Westf.). Wiederwahlen in das städtische Gremium folgten 2009 und 2014. Seit März 2011 übernahm Doetkotte außerdem das Amt des ersten stellvertretenden Bürgermeisters.
Im Rahmen der Bürgermeisterwahl in Gronau am 10. März 2019 stellte die CDU Gronau und Epe Rainer Doetkotte als Kandidaten auf. Er wurde mit 48,52 Prozent der Stimmen gewählt. Die damalige Bürgermeisterin der Stadt Gronau, Sonja Jürgens (SPD), die sich zur Wiederwahl stellte, erreichte 30,34 Prozent der Stimmen. Auf den Einzelbewerber Christoph Leuders entfielen 21,14 Prozent. Bei der anschließenden Stichwahl am 24. März 2019 setzte sich Rainer Doetkotte mit 60,9 Prozent der Stimmen gegen seine Mitbewerberin Sonja Jürgens durch. Die Amtsannahme folgte am 3. April 2019.

## Privat
Rainer Doetkotte lebt in Gronau und ist verheiratet. Gemeinsam hat das Ehepaar Doetkotte drei Kinder. Seit 2017 ist Doetkotte Präsident der Schützengesellschaft Brook-Spechtholtshook 1924 e. V.